# Vườn quốc gia Ängsö
Ängsö là một vườn quốc gia nằm ở skärgård Stockholm (bao gồm các đảo và đảo nhỏ bị cắt giảm bởi biển), giữa Norrtälje và Stockholm, Thụy Điển. Ängsö nổi tiếng với tính chất tuyệt vời của nó cùng một cảnh quan nông nghiệp nhẹ nhàng không bị phá hủy bởi nền văn minh kỹ thuật. Đường thủy là con đường duy nhất tiếp cận được vườn quốc gia này. Tại đây có những hải cảng tự nhiên và một cầu cảng trên bờ biển của hòn đảo.

## Tự nhiên
Rừng bao phủ một phần ba diện tích vườn quốc gia này. Ngày nay, đây là một trong những khu rừng được bảo tồn tốt Thụy Điển nhất với nhiều loài cây quý hiếm, cây bụi và hoa và các cây thân thảo. Các loại cây chủ yếu gồm các cây chi Fraxinus, Phong. Về động vật, các loài chim phổ biến tại đây gồm Ó cá và đại bàng.